# Artur Davis
Pour les articles homonymes, voir Davis.
Artur Genestre Davis est un homme politique américain né le 9 octobre 1967 à Montgomery (Alabama). Membre du Parti démocrate de l'Alabama, il est élu à la Chambre des représentants des États-Unis de 2003 à 2011.

## Biographie

### Origines et débuts professionnels
Davis grandit dans une famille pauvre de Montgomery en Alabama, élevé par sa mère enseignante et sa grand-mère. Diplômé de la faculté de droit de Harvard en 1993, il devient avocat puis assistant du procureur des États-Unis dans le centre de l'Alabama (1994-1998).

### Représentant des États-Unis
En 2000, il se présente à la Chambre des représentants des États-Unis dans le 7e district de l'Alabama mais il est largement distancé par le sortant Earl Hilliard (en) durant la primaire démocrate. Deux ans plus tard, Davis est à nouveau candidat face à Hilliard, accusé de manquements éthiques et critiqué pour ses positions anti-israéliennes. Davis attaque le sortant, estimant qu'il ne fait pas assez pour cette circonscription pauvre et noire du Sud des États-Unis, et sort vainqueur de la primaire. Il est élu sans opposant républicain en novembre 2002. Il est réélu à trois reprises, en 2004, 2006 et 2008.
En 2008, il est l'un des premiers membres du Congrès à apporter son soutien au candidat Barack Obama. Durant le mandat d'Obama, Davis se positionne cependant à la droite du Parti démocrate et vote par exemple contre l'Obamacare ou les droits LGBT.

### Après le Congrès
Lors des élections de 2010, il se présente au poste de gouverneur de l'Alabama. Longtemps donné favori de la primaire démocrate, Davis est largement battu par le commissaire à l'Agriculture Ron Sparks (62 % contre 38 %). Alors que Davis aurait pu être le premier gouverneur afro-américain d'Alabama, une partie de la communauté noire lui préfère Sparks qui — bien que blanc — ne s'est pas opposé à la réforme de la santé d'Obama,.
Après sa défaite, Davis rejoint le Parti républicain et s'installe dans le nord de la Virginie, où il envisage de se présenter au Congrès. Il fait campagne pour Mitt Romney pour l'élection présidentielle américaine de 2012. En 2014, il retourne en Alabama et se présente sans étiquette à la mairie de Montgomery. Il est largement distancé par le maire sortant Todd Strange. L'année suivante, il tente de se présenter aux primaires démocrates pour le conseil du comté de Montgomery mais le Parti démocrate refuse sa candidature.
En décembre 2016, Davis prend la direction de Legal Services Alabama, qui apporte une assistance juridique aux personnes défavorisées. Il démissionne de son poste durant l'été 2017, en raison de désaccords sur la gestion de l'association.
À nouveau candidat à la mairie de Montgomery en 2019, il termine en cinquième position du premier tour avec seulement 4 % des voix.